# Adio
Chansons représentant le Monténégro au Concours Eurovision de la chanson
Moj svijet
(2014) The Real Thing
(2016)
Adio (en français « Adieu ») est la chanson de Knez qui représente le Monténégro au Concours Eurovision de la chanson 2015 à Vienne, en Autriche.
Le 21 mai 2015, lors de la 2de demi-finale, elle termine à la 9e place avec 57 points et est qualifiée pour la finale le 23 mai 2015, au cours de laquelle elle termine à la 13e place avec 44 points.